# Fantômette viendra ce soir
Fantômette viendra ce soir est le 20e roman de la série humoristique Fantômette créée par Georges Chaulet. Publié en 1972 dans la Bibliothèque rose des éditions Hachette, il comporte 155 pages.
Le roman évoque les agissements de Fantômette qui tente de protéger d'une tentative de vol une statuette de grande valeur.

## Notoriété
De 1961 à 2000, les ventes cumulées des titres de Fantômette s'élèvent à 17 millions d'exemplaires, traductions comprises.
Le roman Fantômette viendra ce soir a donc pu être vendu à environ 200 000 exemplaires.
Comme les autres romans, il a été traduit en italien, espagnol, portugais, en flamand, en danois, en finnois, en turc, en chinois et en japonais.

## Personnages principaux
- Françoise Dupont / Fantômette : héroïne du roman
- Ficelle : amie de Françoise et de Boulotte
- Boulotte : amie de Françoise et de Ficelle
- M. Panazol : propriétaire de la statuette
- Œil-de-Lynx (rôle secondaire dans ce roman) : journaliste, ami de Fantômette
- Hindrapour : illusionniste
- Princesse Nirvana : complice d'Hindrapour

## Résumé
Remarque : le résumé est basé sur l'édition cartonnée non abrégée parue en 1972 en langue française.
- Mise en place de l'intrigue

Chapitres 1 à 3.
Un voleur tente de dérober à M. Panazol une statuette en or de très grande valeur représentant Bouddha. Fantômette aide Panazol à protéger la statuette et à éviter le vol.
- Aventures et enquête

Chapitres 4 à 13.
Fantômette ne tarde pas à découvrir que le voleur est un dénommé Hindrapour, qui exerce la profession d'illusionniste, assisté par la princesse Nirvana. Fantômette, sous l'apparence anodine de Françoise, amène, accompagnée de Ficelle et de Boulotte, la statuette jusqu'à Paris.
Hindrapour parvient à voler la statuette dans son lieu d'exposition et prend Ficelle en otage. Fantômette le poursuit jusqu'à Montargis, où elle retrouve sa trace grâce à Ficelle, qui avait emporté avec elle un talkie-walkie et qui donne des éléments d'information suffisants à Fantômette pour que celle-ci trouve la résidence des bandits.
- Dénouement et révélations finales

« Épilogue »
Hindrapour et sa complice sont arrêtés, Ficelle est libérée et la statuette est récupérée.

## Remarque
Le journaliste Œil-de-Lynx aide Fantômette mais n'a pas un rôle essentiel dans le récit.